# アドリアーン・マータム
アドリアーン・マータム（Adriaen Matham、1599年ころ – 1660年11月23日）は、オランダの画家、版画家、美術商である。

## 略歴
ハールレムで生まれた。父親のヤーコプ・マータム（1571-1631）は有力な版画家で、弟のヤン・マータム（Jan Matham: 1600–1648）、テオドール・マータム（1605/1606-1676）も画家、版画家になった。アドリアーン・マータムは父親から絵や版画を学んだ。ハールレムで1620年から美術家としてして働き始め、1622年にはパリで修行した。ハールレムに戻った後、ハールレムの市民警備隊の士官も務め、1627年にフランス・ハルス（1581/1585-1666）が描いた有名な集団肖像画『ハールレムの市民警備隊士官の宴会』に旗手として描かれている。1632年に最初の結婚をし、1638年に2度目の結婚をした.。1640年に外交官のAnthonis de Liederkerckの随員としてモロッコを訪れ、当時まだ破壊されていなかったモロッコのマラケシュの宮殿（El Badi Palace）やその航海で訪れた場所の風景なども描いた版画作品も残している。1641年にハールレムに戻り、妻が亡くなった後、1642年に3度目の結婚をした。
彼は美術商としてハールレムの有力者と取引があり、稀覯書や年代記の購入を仲介した記録がある。1644年にデン・ハーグに移り、1648年から1655年まで美術商のギルドに登録されていた。1660年にデン・ハーグで亡くなった。
肖像画や風俗画、宗教的な題材、風景画を版画にした。 ヒリス・クインテイン(Gillis Quintijn)の著作『De Hollandsche-Lijsmet de Brabandsche Belij』（1629）の挿絵を描いた一人でもある。

## 作品

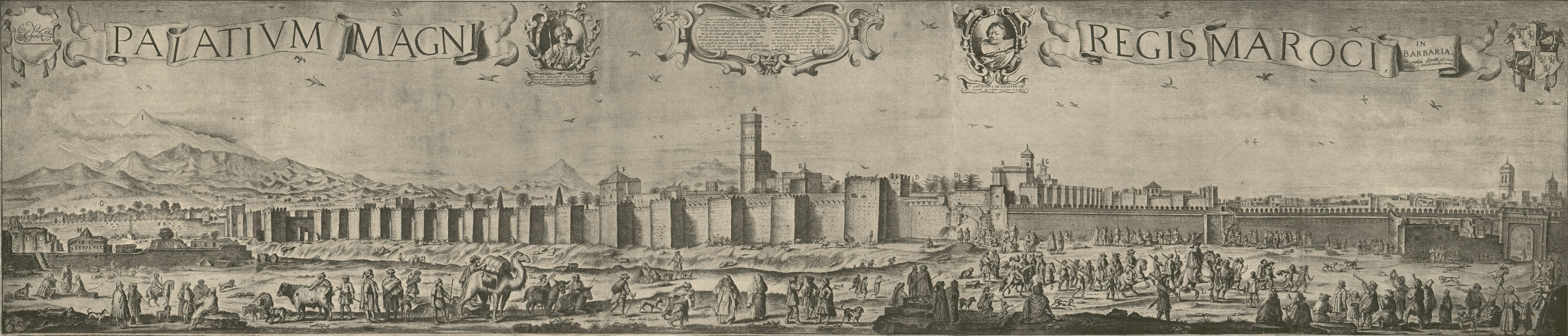
マラケシュの宮殿（El Badi Palace）(1640)

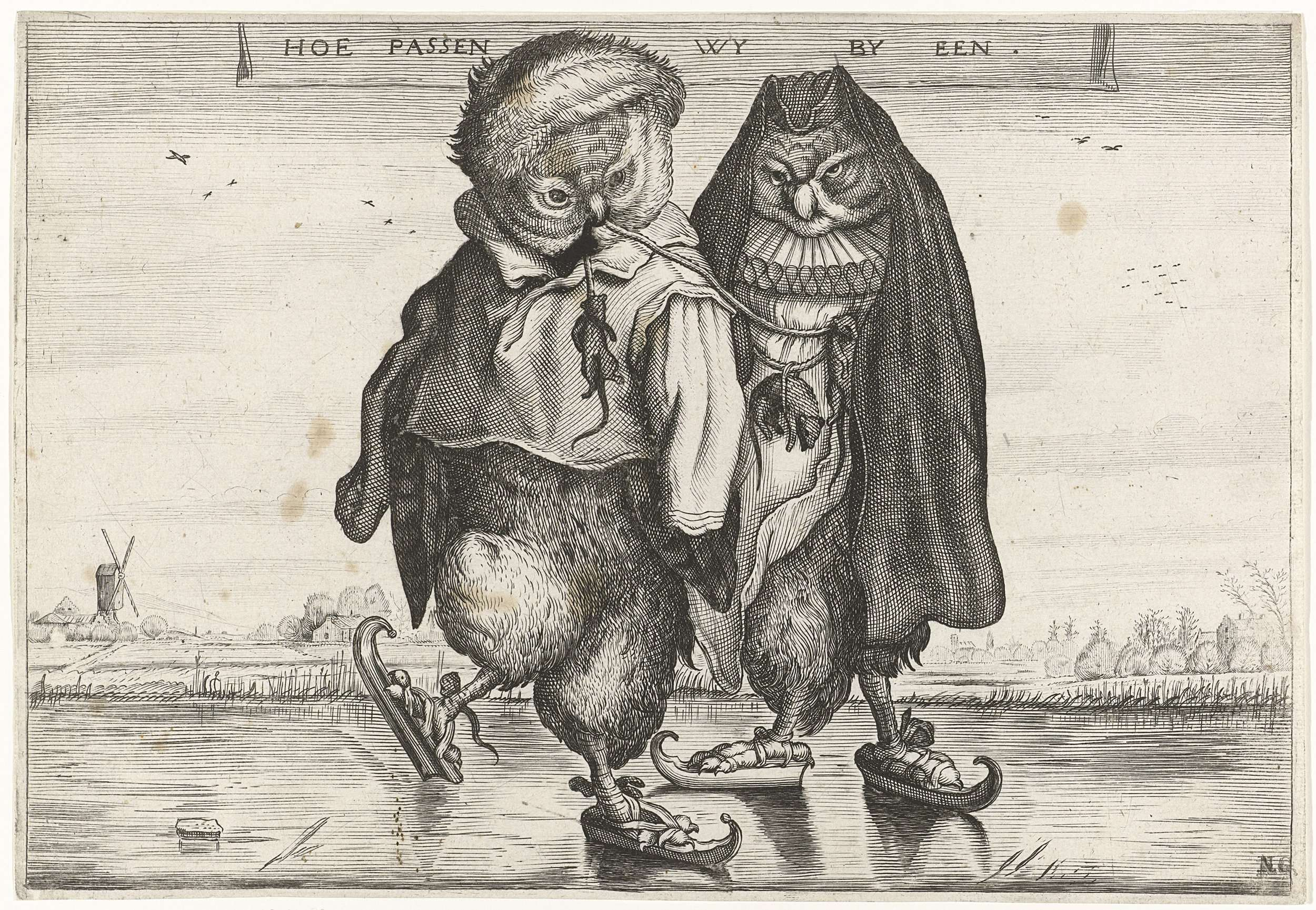
アドリアン・ファン・デ・フェンネの原画による版画集の版画
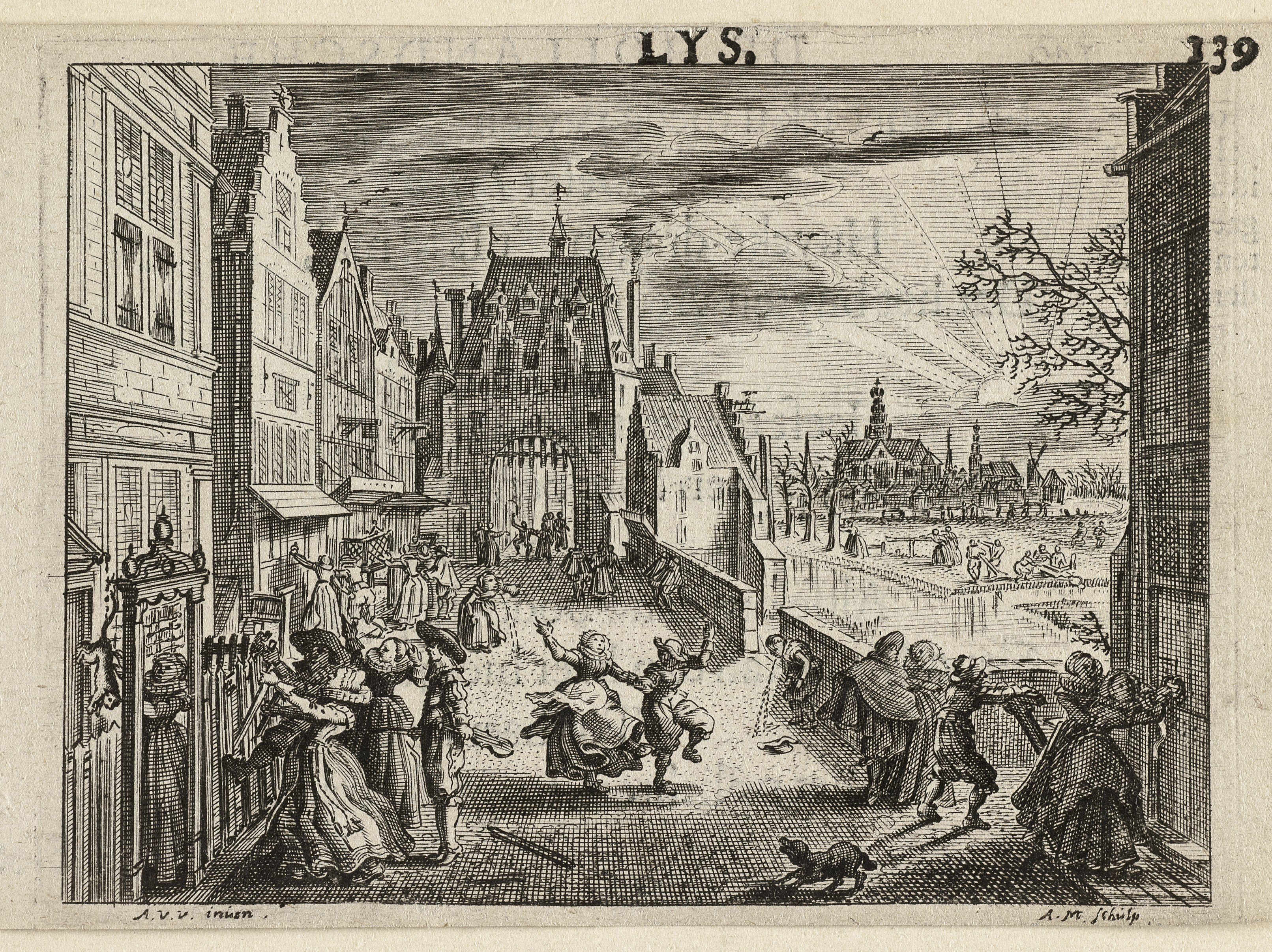
アドリアン・ファン・デ・フェンネの原画による版画集の版画
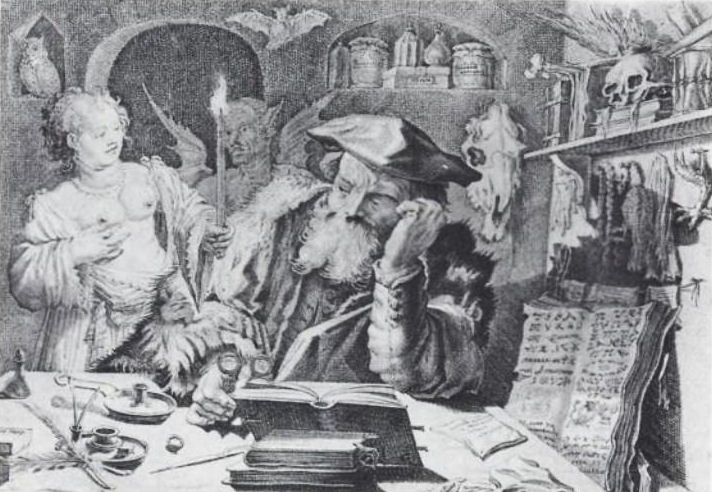
錬金術師と誘惑する女性と悪魔
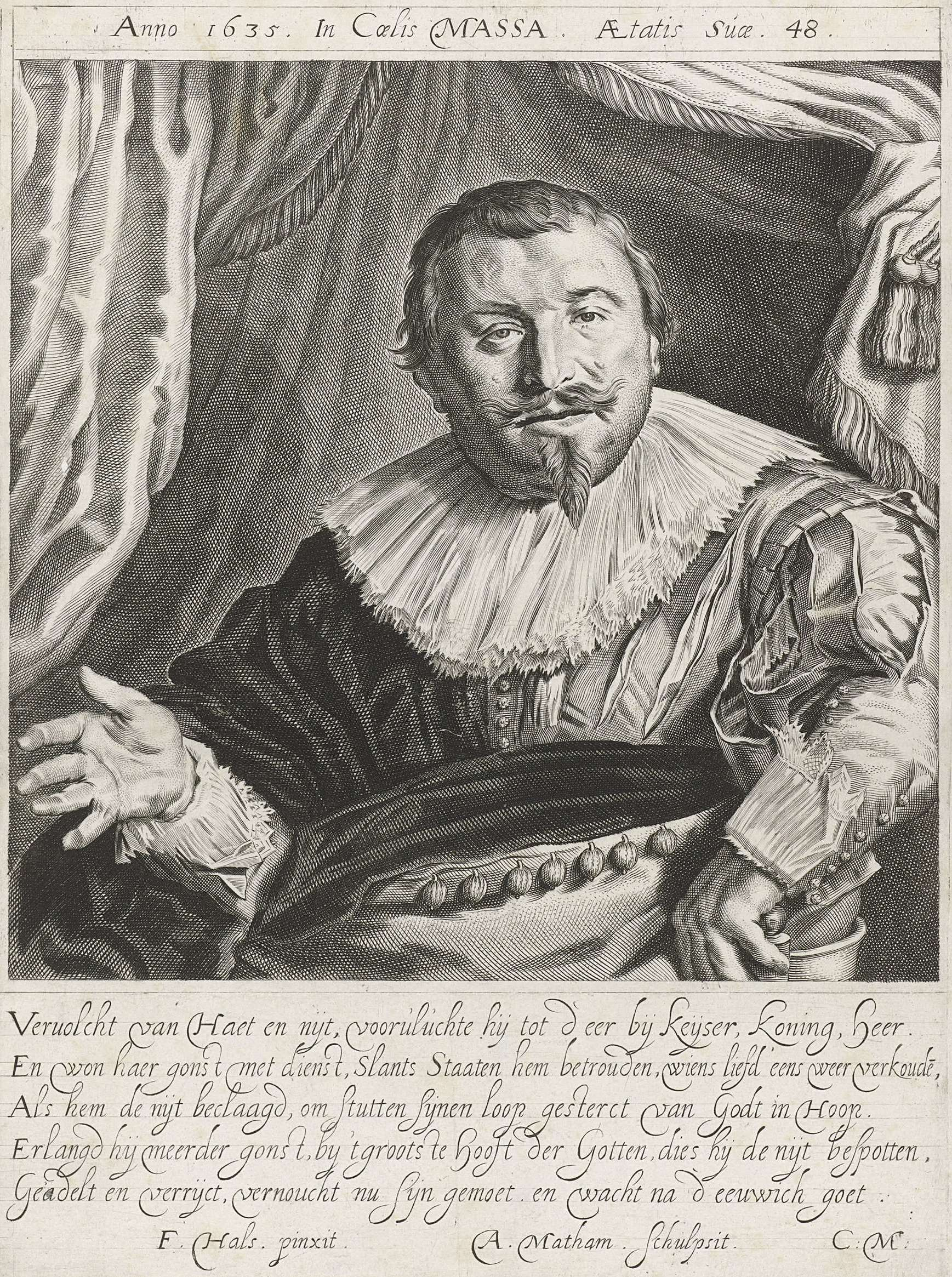
フランク・ハルスの原画による肖像版画